# Tridentella rosemariae
Tridentella rosemariae är en kräftdjursart som beskrevs av Bruce 2002. Tridentella rosemariae ingår i släktet Tridentella och familjen Tridentellidae.
Artens utbredningsområde är havet kring Nya Zeeland. Inga underarter finns listade i Catalogue of Life.